# Berndorf, Vulkaneifel
Berndorf là một đô thị thuộc huyện Vulkaneifel, trong bang Rheinland-Pfalz, phía tây nước Đức. Đô thị này có diện tích 9,14 km², dân số thời điểm ngày 31 tháng 12 năm 2006 là 539 người.